# Herzquietschen
Herzquietschen (Originaltitel: Heartbeeps) ist ein Sci-Fi-Liebesfilm aus dem Jahr 1981, in dem sich zwei Roboter verlieben. Die Regie führte Allan Arkush; die Rollen der beiden Roboter übernahmen Andy Kaufman und Bernadette Peters. Es war Kaufmans letzte Filmrolle. In Deutschland fand 1987 die Premiere auf Video statt.
Stan Winstons Maskenarbeit für den Film brachte ihm eine Oscar-Nominierung für das beste Make-up ein. Der Film kostete zehn Millionen US-Dollar und spielte nur 2,15 Millionen US-Dollar wieder ein.

## Handlung
Val Com 17485, ein Roboter spezialisiert auf Holzmöbel, trifft auf Aqua Com 89045, eine Roboter-Hostess mit der Haupttätigkeit, zu assistieren. Als sie in einer Fabrik darauf warten, repariert zu werden, verlieben sie sich und beschließen, mit einem Van zu fliehen. Sie versuchen einen Platz zum Bleiben zu finden, an dem sie Zugang zu elektrischer Energie haben. Sie montieren einen kleinen Roboter, Phil, den sie aus Einzelteilen zusammensetzen und nehmen ihn als Kind an. 
Ein defekter Polizeiroboter, der Crimebuster, macht sich unterdessen auf die Suche nach den Flüchtigen. Nachdem die Roboter zur Fabrik zurückgebracht wurden, werden sie repariert und ihre Speicher gelöscht. Weil sie jedoch weiterhin Fehlfunktionen haben, werden sie entsorgt. Sie werden schließlich von Menschen gefunden und wieder zusammengesetzt. 
Sie leben fortan glücklich auf dem Schrottplatz und erschaffen sich eine Robotertochter. Der Film endet damit, dass sich der Crimebuster, weiterhin an einer Fehlfunktion leidend, wiederum auf die Suche nach den Flüchtigen macht.

## Produktion
Sigourney Weaver wurde eine Rolle im Film angeboten. Sie war interessiert daran, mit Andy Kaufman zusammenzuarbeiten, jedoch überzeugte sie ihr Agent davon, das Projekt fallenzulassen.
Wegen des Streiks der Screen Actors Guild wurden die Dreharbeiten, die erst im Juni begonnen hatten, im Juli 1980 unterbrochen. Der Streik endete Anfang Oktober 1980. Der Film sollte eigentlich ein junges Publikum erreichen, verfehlte aber dieses Ziel. Universal Pictures hatte Kaufman uneingeschränkte Freiheiten gegeben, um den Film umzusetzen, nachdem eine Testgruppe von Kindern die Roboter mochte, offensichtlich wegen deren Ähnlichkeiten zu R2-D2 und C-3PO. 
Bob Zmuda schrieb in seinem Buch Andy Kaufman: Revealed, dass Kaufman und Zmuda das Drehbuch von Kaufmans The Tony Clifton Story adaptiert hätten, einem Film über sein Alter Ego Tony Clifton. Die Verantwortlichen bei Universal waren besorgt, dass Kaufman bisher nur eine kleine Rolle gespielt hatte und gaben ihm zunächst die Chance, als Test in Herzquietschen zu spielen, um zu testen, ob er einen Film tragen könne. Da der Film an den Kassen desaströs abschnitt, wurden die Pläne für eine Fortsetzung fallengelassen.
John Hill adaptierte das Drehbuch später für einen gleichnamigen Roman, der von Jove Publications im Dezember 1981 veröffentlicht wurde.

## Rezeption
Die Besprechungen des Films waren überwiegend negativ. Bei Rotten Tomatoes erhält der Film bei sechs gesammelten Bewertungen keine positiv gestimmte.
Vincent Canby schrieb in The New York Times, dass der Film untragbar sei und eine zu zurückhaltende Story habe. Gary Arnold kritisierte in The Washington Post: "Es ist unwahrscheinlich, dass Kaufmans oder Peters Karriere ernsthaft Schaden nehmen werden mit einem kleinen Fiasko, das nur eine Handvoll Leute jemals sehen werden."
Kaufman selbst fand den Film so schlecht, dass er sich in der Show Late Night with David Letterman entschuldigte und als Witz ankündigte, jeden zu entschädigen, der für den Film Eintritt gezahlt hat. 

### Auszeichnungen
| Auszeichnung                     | Kategorie                          | Empfänger    | Ergebnis  |
| -------------------------------- | ---------------------------------- | ------------ | --------- |
| Saturn Award                     |                                    |              |           |
| Best Science Fiction Film        | Douglas Green                      | Nominiert    |           |
| Best Make-Up                     | Stan Winston                       | Nominiert    |           |
| Academy Awards                   | Best Make-Up                       | Stan Winston | Nominiert |
| Stinkers Bad Movie Awards        |                                    |              |           |
| Worst Picture                    | Michael Phillips                   | Nominiert    |           |
| Most Painfully Unfunny Comedy    | Michael Phillips                   | Nominiert    |           |
| Worst Screenplay                 | John Hill                          | Nominiert    |           |
| Worst Actor                      | Andy Kaufman                       | Nominiert    |           |
| Worst On-Screen Couple           | Andy Kaufman and Bernadette Peters | Nominiert    |           |
| Most Annoying Fake Accent - Male | Andy Kaufman                       | Nominiert    |           |